# 耜
耜，一种中国先秦时代的主要农具，用于翻土，常与耒并称。耜和耒一样，传说是神农氏发明的，不仅在文献资料中多有记载，也常见于从古文化遗址出土的文物中。《易·系辞下》记载：“包牺氏没，神农氏作。斲木为耜，揉木为耒”；《管子·海王》篇云：“耕者必有一耒、一耜、一铫，若其事立”。从目前出土的情况来看，史前时期的耜多为骨制或木制，大量见于河姆渡遗址、慈湖遺址等河姆渡文化遗址。大约殷商时期出现了青铜制的耜，但木耜仍很常见，例如在江西新干大洋洲遗址同时出土了一件青铜耜和一件木耜。在战国时耜向两个不同的方向发展：一是头部加宽加厚并起中脊，刃的中部锐出呈等腰三角形,向犁发展,以适应牛耕的需要。一是变薄加宽，向臿发展，以适应松软土地上的作业。同时出现了铁制的刃口套于木制的主体上面。战国时臿的实物目前未见，长沙马王堆汉墓出土的木臿上面套有铁刃，可推测战国时的臿应当与此不会有太大差别。
东汉的许慎认为耒、耜是同一种农具的不同部分：“耒，手耕曲木也。”；“耜，耒端木也”，而后世多沿其所说。但是现代观点认为它们其实是不同的两种农具，如徐中舒考证说：“耒下歧头，耜下一刃，耒为仿效树枝式的农具，耜为仿效木棒式的农具”。出土的实物也多支持这种观点。